# Aphis carduella
Aphis carduella är en insektsart som beskrevs av Walsh 1863. Aphis carduella ingår i släktet Aphis och familjen långrörsbladlöss. Inga underarter finns listade i Catalogue of Life.